# Lida Skifte Lennert
Lida Skifte Lennert (* 2. Dezember 1971 in Taastrup, Dänemark) ist eine grönländische Diplomatin.

## Leben
Lida Skifte Lennert ist die Tochter des Schulinspektors Hendrik Lennert (* 1945) und der Politikerin Lise Skifte Lennert (* 1948). Sie ist mit dem dänischen Zivilökonom Ole Ravn Pedersen (* 1969), Sohn des Maschinenmeisters Preben Pedersen und der Arztsekretärin Bente Ravn, verheiratet.
Lida Skifte Lennert schloss 1998 ein Jurastudium als cand. jur. ab. Anschließend wurde sie im grönländischen Rohstoffdirektorat angestellt, erst als Bevollmächtigte und ab 2001 als Spezialkonsulentin. Nebenher hatte sie verschiedene juristische Nebentätigkeiten in Unternehmen und unterrichtete von 2000 bis 2004 am Ilisimatusarfik im Bereich internationale Beziehungen. Von 2004 bis 2007 arbeitete sie als Botschaftssekretärin an der grönländischen Repräsentation in Brüssel. Von 2007 bis 2009 war sie Abteilungsleiterin im grönländischen Außendirektorat. Von 2009 bis 2016 war sie grönländische Repräsentationschefin in Brüssel und von 2016 bis 2021 war sie grönländische Repräsentationschefin in Dänemark. Seit 2021 ist sie Chefkonsulentin und Walfangkommissarin im dänischen Außenministerium. 2023 wurde sie als Vertreterin Grönlands an der dänischen Vertretung bei der NATO in Brüssel angestellt.
Nebenher ist Lida Skifte Lennert in mehreren Aufsichtsräten tätig gewesen: von 2006 bis 2014 bei Nunaoil, von 2013 bis 2015 bei der Grønlandsbanken, von 2016 bis 2021 im Nordatlantens Brygges Fond und seit 2016 im Hans Lynges Fond sowie von 2016 bis 2021 beim Arktisk Institut. Von 2004 bis 2013 war sie Mitglied der Nordischen Atlantikzusammenarbeit (NORA) und von 2000 bis 2013 im Grönländischen Konkurrenzrat. Ab 2019 war sie Beigeordnete der grönländischen Verfassungskommission.